# Carron (Moray)
Carron (gälisch: Carrann) ist eine Ortschaft in der schottischen Council Area Moray und der traditionellen Grafschaft Banffshire. Sie ist etwa fünf Kilometer südwestlich von Aberlour und 22 km südlich von Elgin am Nordufer des Spey gelegen. Am Ostrand der Ortschaft quert die denkmalgeschützte Carron Bridge den Spey.
Carron ist inmitten der bedeutenden Whiskyregion Speyside gelegen und ist selbst Standort der derzeit stillgelegten Whiskybrennerei Imperial, die dem internationalen Konzern Pernod Ricard gehört. In den benachbarten Ortschaften Aberlour und Knockando sind zahlreiche weitere Brennereien gelegen.

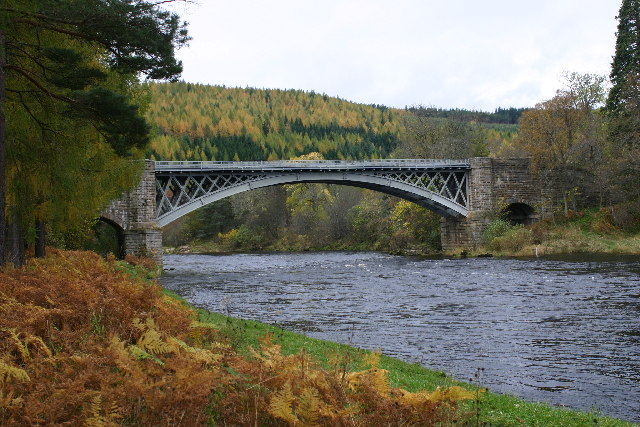
Brücke über den Spey bei Carron
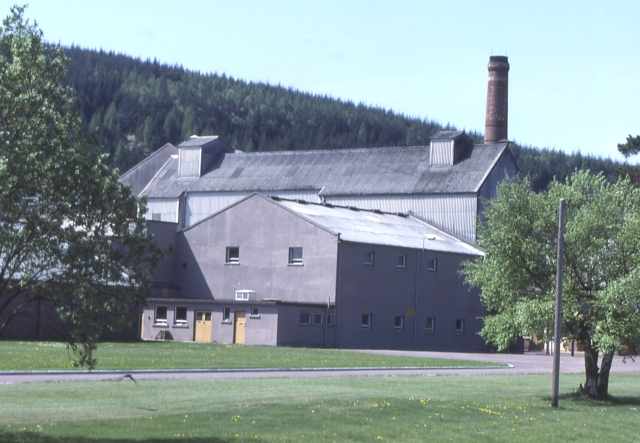
Gebäude der Imperial-Brennerei in Carron